# Štadión FC ViOn
Het Štadión FC ViOn is een multifunctioneel stadion in Zlaté Moravce, een plaats in Slowakije.
Het stadion wordt vooral gebruikt voor voetbalwedstrijden, de voetbalclub FC ViOn Zlaté Moravce maakt gebruik van dit stadion. In het stadion is plaats voor 3.787 toeschouwers. Het stadion werd geopend in 1998.

## Internationale wedstrijden
Slowakije speelde in 2008 voor de eerste keer een internationale voetbalwedstrijd in dit stadion. Dit stadion werd ook gebruikt voor het Europees kampioenschap voetbal mannen onder 17 van 2013. Er werden op toernooi drie groepswedstrijden gespeeld.
| No. | Datum         | Wedstrijd           | Uitslag | Toernooi          |
| --- | ------------- | ------------------- | ------- | ----------------- |
| 1.  | 26 maart 2008 | Slowakije – IJsland | 1–2     | Vriendschappelijk |